# Cerithiopsis cosmia
Cerithiopsis cosmia är en snäckart som beskrevs av Bartsch 1907. Cerithiopsis cosmia ingår i släktet Cerithiopsis och familjen Cerithiopsidae. Inga underarter finns listade i Catalogue of Life.